# Быстряк окаймлённый
Быстряк окаймлённый (лат. Agonum marginatum) — вид жужелиц из подсемейства Platyninae.

## Распространение
Обитают в Европе, Северной Африке, Сибири, Западной Азии и на таких островах, как Канарские, Азорские и Мадейра.

## Описание
Жук длиной от 7 до 9 мм. Верхняя часть тела зелёная, надкрылья с жёлтым боковым краем, основание усиков, ноги и эпиплевры жёлтые.

## Экология
Встречается по берегам водоёмов — на глинистой почве.